# Corydoras aeneus
Corydoras aeneus, comúnmente llamado: coridora bronceada, limpiafondo bronceado, basurero bronceado, barrefondo bronceado, o tachuela bronceada, es una especie de actinopterigio siluriforme de la familia Callichthyidae. Vive en cursos de agua dulce desde el norte de América del Sur hasta el Río de la Plata. Como otras especies de su género, es popular en acuariofilia como integrante secundario de un acuario, pues es el encargado de alimentarse de los restos de comida que caen al fondo, de allí muchos de sus nombres vernáculos.

## Descripción

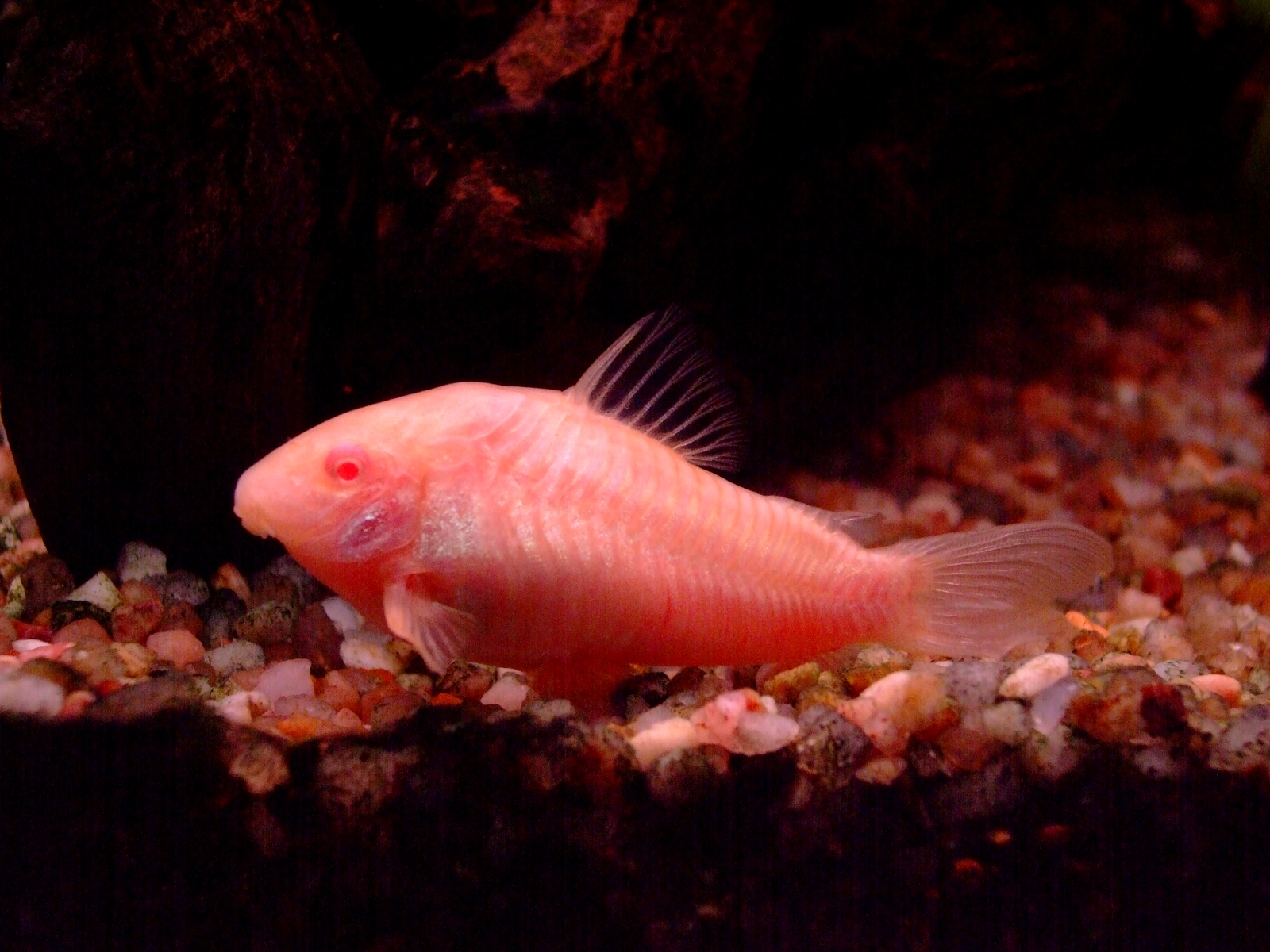
Ejemplar albino de Corydoras aeneus.

El pez gato de bronce puede llegar a alcanzar los 7 centímetros de longitud. Es de color bronceado, como indica su nombre, aunque también hay ejemplares albinos que se están popularizando en el mercado. Su cuerpo no tiene escamas, sino que está protegido por dos hileras de placas óseas. En su boca lleva 3 pares de rígidos barbillones que le permite agarrarse a muchas superficies y escarbar en el fondo. Tiene  una segunda aleta dorsal, y está dotado de un peculiar sistema respiratorio, que le permite respirar en aguas muy contaminadas y hasta en el aire. Respecto a su dimorfismo sexual, no resulta fácil establecer el sexo debido a su escaso dimorfismo. Las hembras comúnmente alcanzan un mayor tamaño que los machos. También es común que su colorido sea más difuso y apagado. La aleta dorsal suele ser más puntiaguda en los machos y redondeada en las hembras.

## Biología y comportamiento
Esta especie de pez gato puede vivir en aguas con diferente pH, excepto  en las aguas muy ácidas. Es un pez que mora el fondo de ríos y lagos, y se alimenta de gusanos que descubre con sus barbillones, además de otros tipos de materia orgánica. Especie muy gregaria, vive feliz con 4 o más compañeros de su especie. En la época de reproducción, la hembra deposita los huevos adhesivos a las plantas durante varios días, y éstos tardan en eclosionar de 3 a 5 días dependiendo de la calidad y temperatura del agua. Los alevines se alimentan de rotíferos y paramecios y más tarde de pequeños crustáceos.

## En cautividad

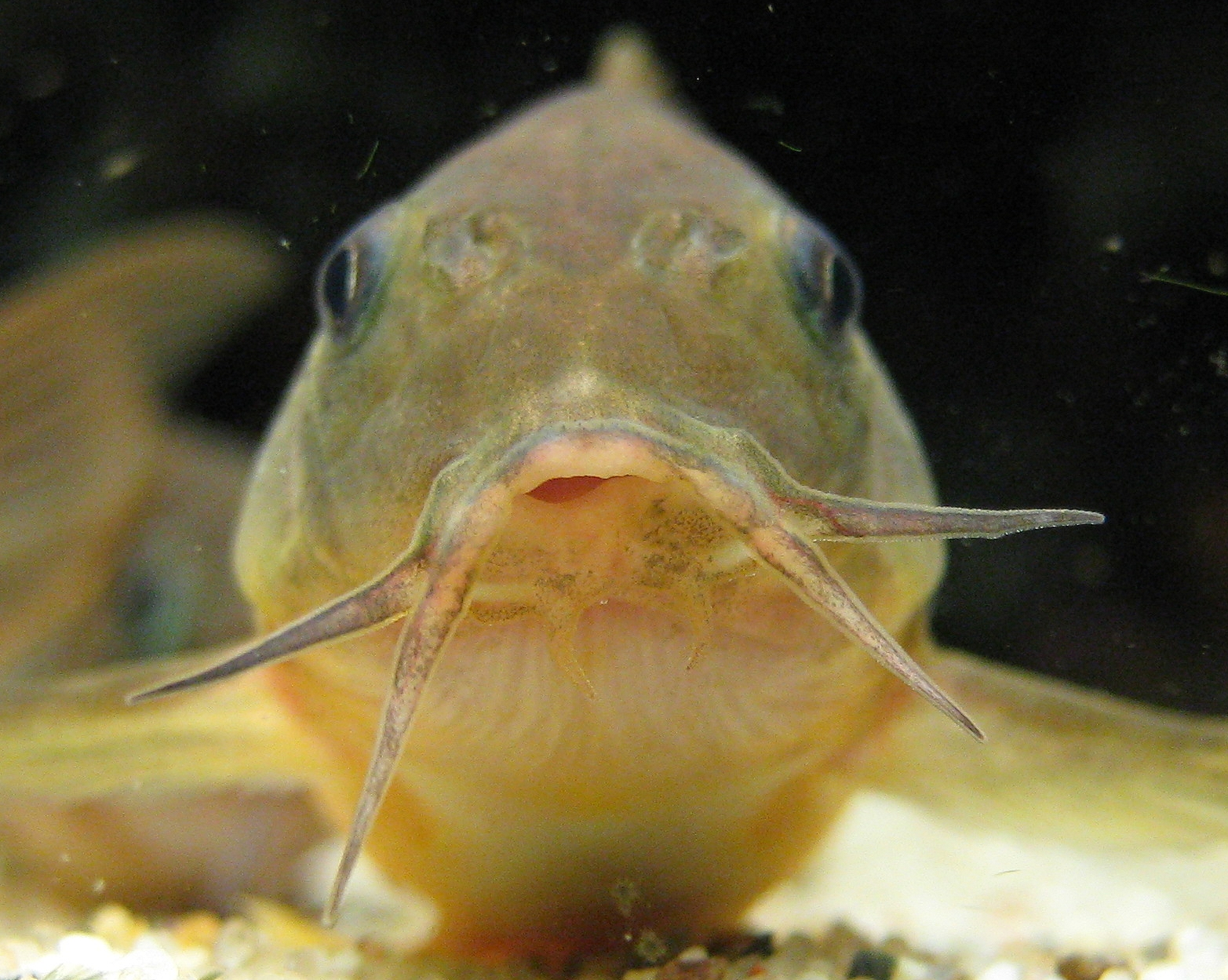
Corydoras aeneus, vista frontal.

Esta especie es una de las más populares de su género en el mercado por su resistencia. Es muy sociable, y mora por el fondo del acuario, buscando alimento. Acepta muchos tipos de agua (excepto las muy ácidas) y una gran variedad de temperaturas. Esta, junto al Corydoras paleatus, son las especies del género que alcanzan una distribución más austral, por lo cual, los genotipos de mayores latitudes pueden ser mantenidos en acuarios con aguas a menores temperaturas que otros coridoras, incluso inferiores a 10 °C en el invierno. Acepta todo tipo de alimento, incluidos los desecados. Su reproducción no es difícil, pero conviene alimentar a la pareja de progenitoras y no iluminar mucho el acuario. Las crías necesitan constantes cambios de agua.

## Distribución
Las Corydoras aeneus se encuentra en el fondo de muchos ríos de América del Sur, desde Colombia hasta el estuario del Río de La Plata en la Cordillera de los Andes Orientales. Esta especie ha evolucionado de diferentes formas según la región, lo que le confiere diferentes características según el lugar en el que se le observa. En Hawaii islas fue introducida y se le considera especie invasiva. 